# Нафтовик (Дрогобич)
«Нафтовик» — колишня українська радянська футбольна команда з міста Дрогобича, що існувала при Дрогобицькому нафтопереробному заводі з 1950 по 1970 роки.

## Історія

### Передумови
До приходу радянської влади при нафтопереробних заводах Дрогобича діяло багато спортивних секцій, зокрема й футбольних. Так у 1925 році працівниками заводу «Галіція» (майбутнього Нафтопереробного заводу №2) створено клуб «Тисмениця», а працівниками заводу «Польмін» (майбутнього Нафтопереробного заводу №1) у 1926 році засновано клуб «Польмін».
При заводах існувала відповідна спортивна інфраструктура. Проте до наших днів зберігся лише стадіон «Польміну», який нині носить назву «Каменяр». Стадіон «Тисмениці» зруйновано повінню річки Тисмениця восени 1927 року.
З приходом радянської влади в 1940 році при Нафтопереробному заводі №1 почало діяти товариство «Нафтовик», яке навіть мало футбольну команду.
Протягом наступних років на обох нафтопереробних заводах формувалася місцева футбольна культура. У цей період виникло запекле футбольне протистояння між колективами Нафтопереробного заводу №1 та Нафтопереробного заводу №2.

### «Нафтовик» (1950-1970)
У 1950 році за ініціативи інженера НПЗ №2 Фрідріха Шарфа створили футбольну команду «Нафтовик», яка того ж року заявилася на Кубок УРСР.
Наступного 1951 року команда стартувала в Чемпіонаті УРСР серед КФК, посівши 10 місце в 5 зоні першої групи.
Із різним успіхом нафтовики виступали в чемпіонатах УРСР у 1951, 1953-1956, 1958-1959 роках. За цей період «Нафтовик» став срібним призером чемпіонату в 1958 році та мав нагоду повторити це досягнення в 1959 році, але відстав від третього місця на три очки. Також відомо, що того ж 1959 року нафтовики-дрогобичани стали фіналістами Кубка Львівської області, поступившись у фіналі городоцькому «Авангарду» — 3:3, 1:2 (перегравання).
У цей час керівництво поступово відходило від практики залучення виключно місцевих вихованців, заявляючи досвідчених гравців із Закарпаття, Буковини та Львівщини. Як, наприклад, вихованець закарпатського футболу Стефан Сербайло, який доєднався до «Нафтовика» у 1957 році. 
Щоб реалізувати такі «трансфери» в радянській спортивній системі, доводилося влаштовувати гравців на один із нафтопереробних заводів комплексу, а вже потім заявляти за команду. Також проводили махінації щодо молодих гравців, щоб вберегти їх від строкової служби: так гравці, що досягали призовного віку, одразу зачислювали до Дрогобицького педагогічного інституту.
Після непоганих результатів на республіканському рівні, зайшла мова про вихід на всесоюзний рівень. Проте в 1959 році команда не змогла здобути путівку до Класу «Б» Чемпіонату СРСР, але, завдяки реорганізації турніру та розширенню представництва від УРСР, «Нафтовик» отримала своє місце. Тож уже в 1960 році «Нафтовик» уперше вийшов до Класу «Б» Чемпіонату СРСР. Згодом до команди запросили досвідченого тренера, який працював у Класі «Б» зі СКА Львів та тернопільським «Авангардом», — Юліана-Мирослава Турка. Проте той сезон команда закінчила на 14 місці.
Першу історичну гру в чемпіонатах СРСР команда провела 10 квітня 1960 року на рідному полі в Дрогобичі, перемігши чернівецький «Авангард» із рахунком 5:1. Перший гол у чемпіонатах СРСР забив Валерій Торопов.
Наступного 1961 року команда знову здійснила історичну подію для себе — вперше зіграла в Кубку СРСР з футболу. Проте перший матч у Чернігові проти місцевої «Десни» закінчився з рахунком 4:3 на користь господарів.
За період виступів із 1960 по 1970 роки в чемпіонатах та кубках СРСР «Нафтовик» не досяг значних успіхів, обмежившись 5 місцем у власній зоні в сезоні 1965 року та 1/2 зони УРСР у Кубку СРСР сезону 1961 року.
У цей період футбольна ворожнеча між Дрогобичем і Львовом досягла найбільшого розквіту, адже львівський СКА виступав головним суперником «Нафтовика». Найпомітнішим матчем тут став поєдинок сезону 1965 року, коли 15 червня «Нафтовик» удома розгромив СКА з рахунком 5:3.
Припинив існування «Нафтовик» після завершення сезону 1970 року. Разом з ліквідацією Класу «Б» Чемпіонату СРСР, була ліквідована і дрогобицька команда.

### «Нафтовик» (1989)
У лютому 1989 року на базі «Авангарду» (1983) створили аматорський колектив під назвою «Нафтовик». Новостворений колектив одразу заявився на обласні змагання.
Проект ініціював перший секретар Дрогобицького міськкому Олексій Радзієвський. За його проханням команду очолив легендарний Хосе Турчик, а склад сформували переважно з місцевих вихованців. Серед них були і майбутні зірки «Галичини», як-от Василь Карпин.
Попри стабільне фінансування та активну підтримку вболівальників, багато гравців виявилися замішаними в договірних матчах, а проект постійно переслідували позафутбольні невдачі. Олексій Радзієвський планував залучити до фінансування проекту Дрогобицький нафтопереробний завод, проте дирекція підприємства відмовлялася брати на баланс проблемний проект.
Зрештою, через безперспективність проекту, Олексій Радзієвський переключився на ідею переведення до Дрогобича СКА Львів, що призвело до поступової ліквідації «Нафтовика». Це викликало сильне незадоволення місцевих вболівальників, які ще довго не сприймали новостворену «Галичину».

## Досягнення
Чемпіонат УРСР з футболу
- Бронзовий призер (1): 1958.

 Першість Дрогобицької області
- Чемпіон (3): 1953, 1954, 1955.

 Кубок Львівської області з футболу
- Срібний призер (1): 1959.

## Статистика

### Чемпіонати
| Рік  | Ліга           | Місце в зоні | Місце по УРСР |
| 1951 | Чемпіонат УРСР | 8            |               |
| 1952 | Чемпіонат УРСР | 8            |               |
| 1953 | Чемпіонат УРСР | 6            |               |
| 1954 | Чемпіонат УРСР | 4            |               |
| 1955 | Чемпіонат УРСР | 6            |               |
| 1956 | Чемпіонат УРСР | 7            |               |
| 1957 | Чемпіонат УРСР | 1            | 7             |
| 1958 | Чемпіонат УРСР | 1            | 3             |
| 1959 | Чемпіонат УРСР | 1            | 4             |
| 1960 | клас Б СРСР    | 14           |               |
| 1961 | клас Б СРСР    | 17           | 34            |
| 1962 | клас Б СРСР    | 10           | 35            |
| 1963 | клас Б СРСР    | 19           | 37            |
| 1964 | клас Б СРСР    | 10           | 20            |
| 1965 | клас Б СРСР    | 5            | 17            |
| 1966 | клас Б СРСР    | 16           | 31            |
| 1967 | клас Б СРСР    | 20           |               |
| 1968 | клас Б СРСР    | 16           |               |
| 1969 | клас Б СРСР    | 10           |               |
| 1970 | клас Б СРСР    | 10           | 20            |

### Кубки
| Рік  | Стадія         | Суперник                                   | Рахунок |
| 1961 | 1/2 зони УРСР  | «Десна» (Чернігів) — «Нафтовик»            | 4:3     |
| 1962 | 1/16 зони УРСР | «Спартак» (Станіслав) — «Нафтовик»         | 3:1     |
| 1963 | 1/4 зони УРСР  | «Верховина» (Ужгород) — Нафтовик           | 2:1     |
| 1964 | 1/8 зони УРСР  | «Спартаку» (Івано-Франківськ) — «Нафтовик» | 1:0     |
| 1965 | 1/8 зони УРСР  | «Нафтовик» — Динамо-2 (Київ)               | 1:2     |
| 1967 | 1/8 зони УРСР  | «Нафтовик» — «Динамо» (Хмельницький)       | 3:1     |
|      | 1/4 зони УРСР  | «Колгоспник» (Рівне) — «Нафтовик»          | 3:1     |
| 1968 | 1/8 зони УРСР  | «Динамо» (Хмельницький) — «Нафтовик»       | 2:1     |

### Статистичні дані
- В аматорських чемпіонатах УРСР «Нафтовик» зіграв 148 ігор, здобувши 59 перемог, 36 раз зіграв унічию та поступився у 53 поєдинках. Різниця м'ячів 241:245.
- У чемпіонатах СРСР команда грала у сезонах 1960—1970 років. За вказаний період «Нафтовик» зіграв 414 ігор, здобув 122 перемоги, 108 разів зіграв унічию й зазнав 184 поразки, різниця голів — 418:565.
- У розіграшах кубків СРСР дрогобицька команда не зуміла досягти серйозних успіхів, здебільшого залишаючи турнір після першого етапу. Загалом «Нафтовик» за 1961—1964 роки відіграв 8 ігор, у яких здобув 1 перемогу й 7 разів зазнавши поразку, різниця м'ячів 11:18. Також дрогобицький колектив брав участь у розіграші Кубків УРСР для команд класу Б.
- Загалом на професійному рівні (чемпіонати СРСР та Кубки СРСР) «Нафтовик» зіграв 434 матчі, здобув 131 перемогу, 109 разів зіграв унічию, зазнав 194 поразки. Різниця голів — 454:597.

### Міжнародні ігри
Повністю відновити статистику зустрічей команди із закордонними суперниками наразі не вдалося.
Відомо про візит «Нафтовика» до Польщі в 1957 році, де дрогобичани, ймовірно, зіграли кілька ігор. Перший документально підтверджений матч колективу відбувся 18 травня 1958 року в Дрогобичі проти «Ресовії» (Ряшів) — дрогобичани здобули перемогу з рахунком 2:0.
У 1960 році в рідному місті «Нафтовик» зіграв унічию 0:0 із ще одним польським колективом — «Сталь» (Мєлєц).
Також відомо про візит до Дрогобича іншої іноземної команди в 1965 році.

## Форма
| 1950 | 1957 | 1965-1967 | 1968-1969 | 1969 | 1970 |
| ---- | ---- | --------- | --------- | ---- | ---- |
|      |      |           |           |      |      |

Єдиного варіанту форми команда не мала. У різний проміжок часу використовувалися поєднання різних барв. Наразі відомо, що у 1957 р. «Нафтовик» використовував футболки і гетри червоного кольору й білі шорти. Далі були варіанти з білими футболками і шортами та гетрами білими або темно-синіми, темно-синіми футболками і гетрами, білими шортами. Інколи використовували жовті футболки та гетри, білі шорти.

## Тренери

### У чемпіонатах СРСР
- Василь Іванович Зубак (1960, 1963 - липень 1964)
- Микола Якович Ричков (1961)
- Костянтин Петрович Скрипченко (1962)
- Берталон Берталонович Вейг (серпень 1964-1967)
- Олександр Євгенович Філяєв (1968 - липень 1969)
- Володимир Васильович Чуріков (липень 1969 - червень 1970)
- Валентин Сергійович Вдовін (червень - листопад 1970).

## Найвідоміші гравці
- Лев Броварський
- Казимир Булькевич
- Володимир Вараксін
- Карл-Степан Данилюк
- Роман Канафоцький
- Чоба Кахлик
- Ігор Кульчицький
- Віктор Лактіонов
- Зеновій Малик
- Володимир Николишин
- Йосип Николишин
- Борис Рассихін
- Остап Савка
- Степан Сербайло
- Хосе Турчик
- Стефан Ференц
- Олександр Філяєв